# Lluís Companys
Lluís Companys i Jover (ur. 21 czerwca 1882 w El Tarròs, zm. 15 października 1940 w Barcelonie) – hiszpański polityk i prawnik, zwolennik niepodległości Katalonii, lider partii Republikańska Lewica Katalonii (Esquerra Republicana de Catalunya). Przewodniczący Generalitat de Catalunya od 1934 i przez cały okres trwania wojny domowej aż do śmierci w 1940. Companys jest katalońskim bohaterem narodowym, patronem między innymi stadionu olimpijskiego w Barcelonie.
W czasie wojny domowej stanął po stronie rządu republikańskiego przeciwko nacjonalistom gen. Francisco Franco, porzucił swoje dążenia niepodległościowe, ograniczając się do obrony autonomii Katalonii w ramach Republiki Hiszpańskiej. Po przegranej wojnie przebywał na emigracji, jednakże wpadł w ręce Gestapo, która wydała go wojskom generała Francisco Franco. 15 października 1940 roku został rozstrzelany w Barcelonie.

## Młodość
Rodzice Josep Companys i Maria Lluïsa de Jover należeli do bogatego chłopstwa. 

Po ukończeniu prawa na Uniwersytecie Barcelońskim, Companys już w młodości uczestniczył w życiu politycznym Katalonii. W roku 1906 po spaleniu przez wojsko redakcji dwóch gazet katalońskich, Cu-Cut! y La Veu de Catalunya i przyjęciu przez Kortezy Ustawy o jurysdykcjach (poddającej wszelkie ustne i pisemne ataki na jedność państwa pod jurysdykcje wojska) wziął udział w stworzeniu partii Solidaridad Catalana (Solidarność Katalońska). Później przyłączył się do Unió Federal Nacionalista Republicana (Unia Federacyjno-Nacjonalistyczno-Republikańska) i został szefem jej młodzieżówki. Dowodem na intensywność jego działalności jest piętnaście aresztowań. Po rewolcie zwanej Tragicznym Tygodniem (26 lipca – 2 sierpnia 1909), został w policyjnych raportach określony jako jednostka niebezpieczna.
Wraz z Francesciem Layret Companys reprezentował lewicowo-robotnicze skrzydło Partit Republicà Català (Katalońskiej Partii Republikańskiej), z ramienia której wszedł do barcelońskiej rady miasta w roku 1917. We wrześniu 1920 został wraz z grupą związkowców aresztowany i deportowany do zamku Castell de la Mora w Mahón na Minorce (Baleary). Chcący go bronić Layret został zamordowany.
Pomimo uwięzienia w grudniu 1920 został wybrany do parlamentu z okręgu Sabadell, zajmując miejsce, które przeznaczone było dla zabitego Layreta. Uzyskał w ten sposób immunitet, co spowodowało wypuszczenie go z więzienia.
Był jednym z założycieli powstałego w 1922 Unió de Rabassaires (Związku Dzierżawców), dla którego w czasach dyktatury Miguela Primo de Rivery pracował jako adwokat i redagował pismo „La Terra”.
Ze względu na kolejne aresztowanie nie mógł uczestniczyć w odbywającej się między 12 a 19 marca 1931 Konferencji Lewicy, podczas której powołano partię Esquerra Republicana de Catalunya (Republikańska Lewica Katalonii). Mimo to wybrano go do władz jako reprezentanta Katalońskiej Partii Republikańskiej.

## Druga Republika Hiszpańska
W wyborach lokalnych z 12 kwietnia 1931 zdobył mandat radnego barcelońskiej rady miasta z ramienia Esquerra Republicana de Catalunya. W południe 14 kwietnia wraz z innymi z balkonu ratusza ogłosił uznanie Drugiej Republiki Hiszpańskiej w Katalonii.
16 kwietnia został mianowany gubernatorem Barcelony, jednak był nim tylko przez miesiąc (zastąpił go Carles Esplà).
W czerwcowych wyborach parlamentarnych wybrano go deputowanym z okręgu Barcelona. W Kortezach był szefem klubu Esquerra, zajmując się szczególnie przyjęciem dającego Katalonii szeroki samorząd Estatuto de autonomía de Cataluña(Statut autonomii Katalonii) oraz kwestiami ustawodawstwa agrarnego.
Niespełna półtora roku później otrzymał również mandat do Parlamentu Katalonii, zostając jego przewodniczącym (odpowiednik polskiego marszałka). Zrezygnował z tej funkcji już po siedmiu miesiącach ze względu na objęcie teki ministra marynarki (był nim od czerwca do września 1933). Łączył więc funkcje deputowanego do parlamentu zarówno krajowego jak i regionalnego oraz ministra. Dodatkowo oddawał się pracy dziennikarskiej, będąc od listopada 1931 do stycznia 1934 redaktorem naczelnym gazety „La Humanitat”, oficjalnego organu ERC.
W grudniu 1933 zmarł ówczesny Przewodniczący Generalitat de Catalunya - Francesc Macià, i 1 stycznia 1934 jego stanowisko zajął Companys.
Po wejściu Confederación Española de Derechas Autónomas (Hiszpańska Konfederacja Prawicy Autonomicznej), sojuszu katolickich partii klerykalnych odrzucających reformy prowadzące do zeświecczenia kraju, w skład rządu Hiszpanii i po wybuchu strajku generalnego jesienią 1934 Companys zdecydował się na proklamację 6 października Kraju Katalońskiego w ramach Hiszpańskiej Republiki Federalnej. Strajkiem kierowały głównie dwa największe hiszpańskie związki zawodowe: Powszechny Związek Robotników i Krajową Konfederację Pracy. W Asturii strajk przerodził się w zbrojną rewoltę, którą stłumiło dopiero wojsko. Armia interweniowała także w Katalonii, aresztując całe kierownictwo Generalitat de Catalunya. Więźniów umieszczono na zacumowanym w barcelońskim porcie statku Uruguay. Rząd uchylił Statut autonomii Katalonii, a Companys został wraz z resztą swojego gabinetu skazany na 30 lat więzienia i całkowicie pozbawiony praw publicznych. Wyrok wydał Tribunal de Garantías Constitucionales de España (Trybunał Gwarancji Konstytucyjnych Hiszpanii – działający w okresie Drugiej Republiki odpowiednik polskiego TK) stosunkiem głosów 10 za i 8 przeciw. Skazani trafili do więzienia w Puerto de Santa María w prowincji Kadyks.

## Wojna domowa
Companys został uwolniony w 1936, po wyborczym zwycięstwie hiszpańskiego Frontu Ludowego. Przewidując możliwość wojskowego zamachu stanu mianował Frederica Escofet, wieloletniego dowódcę katalońskiej policji Mossos d'Esquadra, na stanowisko Comissari General d'Ordre Públic (Generalnego Komisarza Porządku Publicznego w Katalonii).
Po porażce puczystów w Barcelonie 18 lipca 1936, Companys pozwolił około pięciu tysiącom osób podejrzewanych o poglądy antyrepublikańskie opuścić Hiszpanię na pokładach zagranicznych statków. Argumentował to niemożnością zapewnienia im bezpieczeństwa w mieście wyraźnie popierającym rząd republikański w walce z buntownikami kierowanymi przez generała Francisco Franco. Już wtedy bowiem zdarzały się zabójstwa zwolenników przewrotu.
Companys, który przez cały okres wojny domowej był szefem rządu Katalonii starał się utrzymać jedność partii i central związkowych, które go popierały. Nie było to łatwe ze względu na konflikty między komunistami i socjalistami z Partit Socialista Unificat de Catalunya (Katalońskiej Zjednoczonej Partii Socjalistycznej) a anarchistami z Krajowej Konfederacji Pracy i wspierającą ich Partido Obrero de Unificación Marxista (Robotnicza Partia Marksistowskiej Unifikacji). W listopadzie 1936 z pomocą anarchistów zapobiegł planowanemu przez nacjonalistyczna partię katalanistyczną Estat Català zamachowi stanu.
Od października 1937 narastał jego konflikt z rezydującym w Barcelonie republikańskim rządem Juana Negrín. W kwietniu 1938, po zajęciu przez frankistów katalońskiego miasta Lleida, napisał do premiera list, w którym skarżył się na arbitralność jego działań i marginalizację swojego gabinetu.

## Wygnanie
Po zajęciu Katalonii przez wojska frankistowskie, 5 lutego 1939 Companys wyemigrował do Perpignan we Francji, a stamtąd do Paryża, gdzie kierował przedstawicielstwem Generalitat na uchodźstwie - Consell Nacional de Catalunya (Katalońska Rada Narodowa). Później przeniósł się do La Baule-les-Pins w departamencie Loire-Atlantique. Pomimo zagrożenia (kraj zajęło wojsko niemieckie) pozostał na miejscu ze względu na pragnienie utrzymania kontaktu ze swoim psychicznie chorym synem Lluísem Companys i Micó (1911-1956). Syn był owocem pierwszego małżeństwa polityka, z Mercè Micó, z którą rozwiódł się dla Carme Ballester, drugiej i ostatniej żony. Właśnie w La Baule-les-Pins wpadł 13 sierpnia 1940 roku w ręce agentów Gestapo. 29 sierpnia został wydany Hiszpanom na przejściu granicznym w Irun w Kraju Basków. Jeszcze przebywając we Francji został zaocznie osądzony na podstawie uchwalonej już po wojnie i stosowanej z pogwałceniem zasad (lex retro non agit) Ley de Responsabilidades Políticas (Ustawy o odpowiedzialności politycznej, zwanej przez przeciwników Ustawą o sprawiedliwości na odwrót). W ponownym procesie został skazany pod kuriozalnym zarzutem udziału w zbrojnej rebelii. Proces odbył się przed trybunałem wojskowym jako sąd wojenny bez możliwości odwołania. Wyrok śmierci został wykonany 15 października 1940 w fosie zamku na wzgórzu Montjuïc. Companys odmówił zawiązania mu opaski na oczach, a umierając miał krzyknąć: Assessineu un hombre honrat. Per Catalunya!!! ("Mordujecie uczciwego człowieka. Za Katalonię!)

## Pamięć
Stadion Olimpijski w Barcelonie nosi imię Lluísa Companys. Odbywały się tam zawody lekkoatletyczne podczas XXV Letnich Igrzysk Olimpijskich a w roku 2010 odbyły się XX Mistrzostwa Europy w Lekkoatletyce. Z obiektu korzystał również klub piłkarski Espanyol Barcelona do roku 2009, obecnie mecze rozgrywa na stadionie Estadio Cornellá-El Prat. Jego imię nosi wiele urzędów i szkół w całej Katalonii.